# Hrvatska juniorska rukometna reprezentacija
Hrvatska juniorska rukometna reprezentacija predstavlja Hrvatsku na međunarodnim natjecanjima za igrače u toj dobnoj kategoriji. Krovna organizacija je Hrvatski rukometni savez. Dvostruki su svjetski doprvaci (2007. i 2019.).

## Rezultati
Na Svjetskim juniorskim prvenstvima Hrvatska je osvojila dva srebra (Bahrein 2007. i Španjolska 2019.), broncu (Katar 2005.) i jedno četvrto mjesto (BiH 2013.).
Hrvatska mlađejuniorska reprezentacija osvojila je broncu na Otvorenom europskom prvenstvu Partille Cupa 2025. u Göteborgu.

## Sastavi

### SP 2005.
Održano u Kataru.
- Izbornik: Vladimir Canjuga

Igrači: Ivan Čupić, Domagoj Duvnjak, Jakov Gojun, Željko Musa...

### SP 2007.
Održano u Bahreinu.
- Izbornik: Slavko Goluža

Igrači: Domagoj Duvnjak, Manuel Štrlek, Ivan Pešić, Luka Raković, Goran Bogunović...

### SP 2013.
- Izbornik: Slavko Goluža

Igrači: Matej Ašanin, Filip Ivić, Ante Tokić, Ivan Bačić, Mario Vuglač, Šime Ivić, Miličević, Ante Kaleb, Sandro Obranović, Dominik Smojver, Mirko Herceg, Domagoj Pavlović, Luka Cindrić, Teo Čorić, Leon Šušnja, Stipe Mandalinić

### Otvoreni EP 2025.
- Izbornik: Nenad Šoštarić, Josip Cvetković

Igrači: Josip Tomić (lijevi vanjski), Petrović (Tumba), Lasan (Gorica), Maganić (Osijek), Moslavac (Nexe, vanjski), Grubišić (Gorica, vanjski), Udovičić (Sesvete, lijevo krilo), Vidović (Zagreb, lijevo krilo), Hromin (Nexe, desno krilo), Begić (Magdeburg, desno krilo), Mucić (Izviđač), Marinko (Rude), Bonković (Kaštela, kružni napadač), Šarić (Nexe, vratar), Sunajko (Dugo Selo, vratar) i Čuljak (Izviđač, vratar).
Josip Tomić proglašen je najboljim lijevim vanjskim turnira te je bio treći strijelac turnira.

## Unutarnje poveznice
- Hrvatska kadetska rukometna reprezentacija
- Svjetsko prvenstvo u rukometu za igrače do 19 godina